# Дејна Карви
Дејна Томас Карви (енгл. Dana Thomas Carvey; рођен Мизула, Монтана, 2. јун 1955), амерички је позоришни, филмски и ТВ глумац и комичар.
Најпознатији је по својим улогама Гарта Алгара у филмовима Вејнов свет и Вејнов свет 2 са Мајк Мајерсом. Појавио се и у филмовима Прилика куца на врата, Јуче не постоји, Заробљени у рају, Џек и Џил. Давао је глас у Тајне авантуре кућних љубимаца, Тајне авантуре кућних љубимаца 2, Хотел Трансилванија 2.